# Voz
Vóz je vozilo z dvema ali štirimi kolesi, namenjeno prevažanju tovora ali ljudi. Voz navadno vleče vprežna žival (odvisno od predela sveta konj, mula, osel, vol, jelen, itd.), v nekaterih predelih sveta pa je za to uporabljena tudi človeška delovna sila. Lepše izdelani ali okrašeni vozovi, ki so namenjeni prevozu ljudi, so lahko (pokrite s streho ali odprte) kočije, azijski dvokolesni voz za prevoz ljudi s človeško vprego se imenuje rikša.
- Tradicionalni lojtrski voz, naložen s senom, Kostanjevica na Krki, 1956
- Lojtrski voz s cisterno, ohranjen v Nemčiji
- Voz pristaniških delavcev na Haitiju
- Avstralski dvokolesni voz
- Voz v Kambodži
- Voz za odpadne kovine v Bukarešti